# GrADS
網格分析與顯示系統（簡稱GrADS）是一種可用於存取、操作及可視化地球科學數據的互動式桌面工具。數據格式可以是二進制、GRIB、NetCDF或HDF-SDS（科學數據集）。GrADS已能在全球各種常用的操作系统上執行，並通過互聯網自由分發。
GrADS使用4維數據環境：經度、緯度、高度和時間。通過使用描述檔將數據集放置在4維空間中。GrADS可以闡釋定點數據及網格數據，而網格可以是等分、非線性間隔、高斯、或具可變解析度的。來自不同數據集的數據可以指定正確的空間和時間來覆蓋在現有圖形上。它使用ctl檔來連接不同的時間組數據集。GrADS通過在命令行輸入類似FORTRAN的表達式來進行操作。GrADS內建了大量函數，但用户也可以通過添加外部例程來加入以任何語言撰寫的自訂函數。
GrADS可以使用多種方式顯示數據：線形圖、條形圖、散佈圖、等值線圖、流線圖、風向圖、網格框、陰影網格框和測站模型圖等等。圖形可以PostScript或圖像格式輸出。GrADS預設地理直觀值，但用戶可以自訂所有圖形輸出的變數。

一張使用GrADS繪製的簡單天氣圖

GrADS具有可編程界面，可用於複雜的分析和顯示應用。腳本可以顯示按鈕，下拉菜單以及圖形，然後根據用戶的點擊來執行操作。GrADS可以批量處理模式運行，腳本語言有助於使用GrADS進行長時間的跨夜批量處理作業。從2.2.0版開始，圖形顯示和輸出分作為獨立外掛程式。而版本2.2.1中引入了用於GrADS的C語言Python外掛程式GradsPy。

## 資料來源
1. ↑  .   [2020-02-22]. （原始内容存档于2020-07-15）.
2. ↑  . Center for Ocean-Land-Atmosphere Studies, Institute of Global Environment and Society, George Mason University.   [14 March 2015]. （原始内容存档于2015-04-07）.

## 外部連結
- GrADS官方网站（页面存档备份，存于）
- OpenGrADS官方网站 （页面存档备份，存于）
- HiGrads-用于管理子图和图表的GrADS脚本功能库 （页面存档备份，存于）